# Heiligtum der Dea Dia

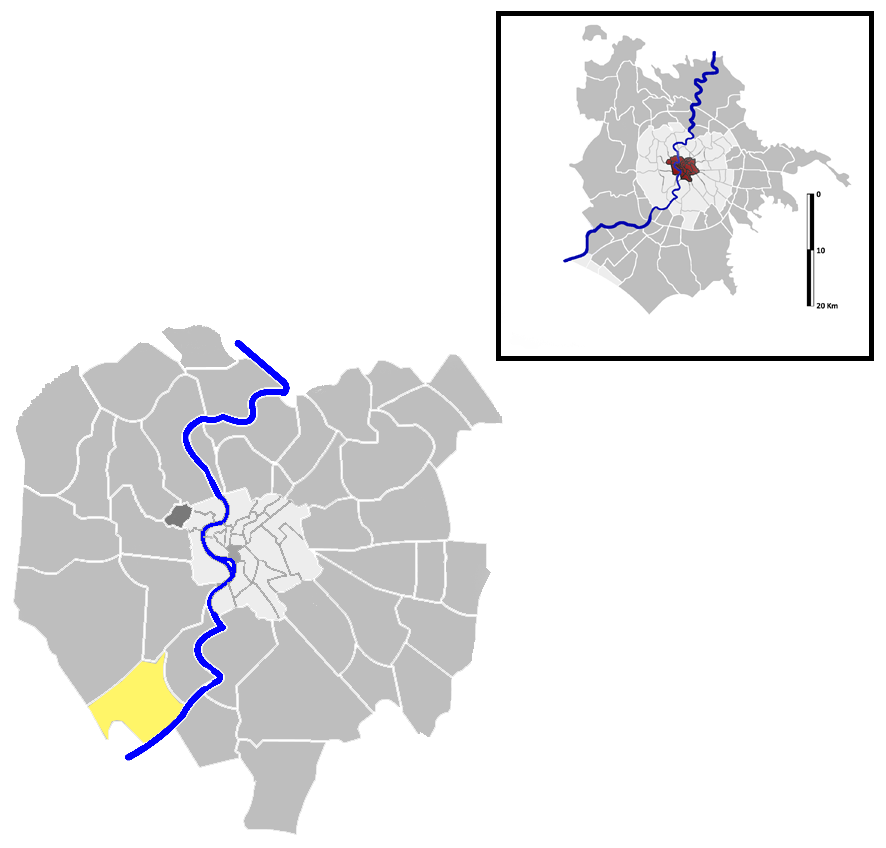
Lage von Portuense in Rom

Das Heiligtum der Dea Dia war ein Ort des römischen Staatskultes, in dem im Namen des römischen Volkes die traditionelle Ackergöttin Dea Dia verehrt wurde. Die Anlage war um einen heiligen Hain mit einem Rundtempel angelegt. Das Heiligtum befand sich einige Meilen südwestlich außerhalb der Stadt Rom nahe dem Ufer des Tibers in einem in der Antike eher ländlichen, dünn besiedelten Gebiet. In der Neuzeit wurde das Areal als „La Magliana“ bezeichnet, allerdings befindet sich das antike Heiligtum nicht in der modernen Verwaltungseinheit Magliana Vecchia, sondern im nordöstlich davon befindlichen Portuense.

## Bedeutung und Kontext
Die Verehrung der Dea Dia war ein alter römischer Kult, der in einer aitiologischen Legende sogar auf den Stadtgründer Romulus zurückgeführt wurde. Über die Jahrhunderte geriet er allmählich in Vergessenheit, bis ihn der erste römische Kaiser Augustus wieder aktivierte. Erst aus dieser zweiten Phase des Kultes, die in der zweiten Hälfte des 1. Jahrhunderts v. Chr. begann und mehr als drei Jahrhunderte andauerte, liegen nennenswerte archäologische und schriftliche Informationen vor; die frühere Zeit ist gänzlich unbekannt. Für den heiligen Hain der Dea Dia sind trotz sorgfältiger Ausgrabungen keine Bauphasen oder Kultaktivitäten vor dem 1. Jahrhundert v. Chr. nachgewiesen. In der frührömischen Zeit, auf den die antike Überlieferung den Dea-Dia-Kult zurückführte, gehörte dieses Gebiet rechts des Tibers noch gar nicht zum römischen Staatsgebiet.
Die archäologischen Ergebnisse zum wiederbelebten Dea-Dia-Kult werden ergänzt durch eine einzigartige schriftliche Quelle, die Arvalakten. Dabei handelt es sich um Protokolle, in denen jährlich die Kulthandlungen dokumentiert wurden und die als Inschriften auf Steinplatten im Heiligtum aufgestellt waren. Aus den Arvalakten lässt sich auch ersehen, wer für den Kult zuständig war. Die heiligen Handlungen im Tempel wurden verrichtet von dem collegium der Arvalbrüder (lateinisch fratres Arvales), dem stets zwölf Mitglieder des römischen Senats angehörten. Einer der auf Lebenszeit gewählten Arvalbrüder war stets der regierende Kaiser. Das jährliche Fest zu Ehren der Dea Dia fand unter Leitung der zwölf Arvalbrüder und unter Beteiligung der stadtrömischen Bevölkerung teils in Rom, teils im Heiligtum der Göttin statt.

## Forschungsgeschichte
Reste des Heiligtums wurden seit der Renaissance bekannt. Den Anfang bildeten erste Fragmente der Arvalakten, die man ab 1570 im Stylobat des Tempels der Dea Dia fand. Weitere Funde folgten 1699, 1866 und bei planmäßigen Ausgrabungen im Bereich des Heiligtums 1871. Hinzu kamen Streufunde von verschleppten Inschriftenteilen aus dem römischen Stadtgebiet (Esquilin, Aventin, Vatikan).
Weitere Ausgrabungen im Heiligtum erfolgten von 1975 bis 1988 und erneut 1997–1998 durch die École française de Rome unter der Leitung von John Scheid und Henri Broise; sie wurden ergänzt durch Nachgrabungen der Denkmalschutzbehörde Roms in den Jahren 2013 und 2014. Heute befinden sich die Überreste des Tempels unterirdisch auf dem Grundstück eines Restaurants und sind nicht öffentlich zugänglich.

## Archäologischer Befund und Rekonstruktion
Die dokumentierten Bestandteile des Heiligtums sind ein Tempel und eine Thermenanlage, die exakt aufeinander ausgerichtet sind und deren archäologisch nachweisbare Bauphasen wohl in den Jahren vor 224 n. Chr. entstanden. Die anzunehmenden Vorgängerbauten aus den früheren Abschnitten der Kaiserzeit lassen sich dagegen nur indirekt erschließen. Diese beiden Bauten bildeten das nördliche und das südliche Ende einer symmetrisch gestalteten Anlage, die sich am Hang eines Hügels oberhalb einer Tiberschleife erstreckte.
Das Badegebäude stand ganz im Süden, im tiefsten Bereich der Anlage. Im Norden schloss sich eine gebogene Säulenhalle an, die sich rund um einen Innenhof erstreckte. Hinter diesem Hofbereich wiederum befanden sich, etwas erhöht, zwei weitere Terrassen. Die erste, von Mauern eingeschlossen, war vielleicht als Park gestaltet und beinhaltete ein Gebäude, in dem Kaiserstatuen aufgestellt waren. Die zweite war entweder von Mauern oder Säulenhallen eingeschlossen und enthielt in der Mitte den Rundtempel. Dieser Tempel, das nördlichste und höchstgelegene Gebäude des Heiligtums, hatte einen Durchmesser von um die 23 Meter. Sein Innenraum wurde von vier Säulen gestützt, von denen aber nur noch Reste des Unterbaus erhalten sind.
Diese Grabungsbefunde lassen sich abgleichen mit den Bestandteilen des Heiligtums und ihren räumlichen Bezügen, wie sie sich aus den umfangreichen Protokollen der Arvalbrüder ergeben. Demnach scheint die gebogene Säulenhalle ganz im Süden die papillones gebildet zu haben, bei denen es sich um Fest- und Aufenthaltsräume der Arvalbrüder handelte. In der Nähe der papillones ist durch die Inschriften einerseits das Badegebäude belegt, das sich archäologisch klar als südlicher Abschluss der Anlage identifizieren ließ, andererseits eine Rennbahn (circus). Diese ließ sich bislang nicht baulich nachweisen, könnte aber östlich angeschlossen haben. Die erste Terrasse nördlich von Thermen und Säulenhalle lässt sich funktional nicht genau deuten. Das auf ihr befindliche Gebäude mit den Kaiserstatuen passt aber genau zu den Angaben der Arvalakten zu einem „Tetrastylum“, da dieses dem Kaiserkult gedient haben soll. Die oberste Terrasse des Heiligtums bildete schließlich möglicherweise den heiligen Hain der Dea Dia. In dem dortigen Hof, der den Rundtempel umgab, könnten gut Bäume gestanden haben, wie sie durch die Arvalakten für den Dea-Dia-Hain bezeugt sind: In den Inschriften ist zum Beispiel davon die Rede, dass bei einem Gewitter mehrere Bäume im Hain abbrannten und ersetzt wurden; zudem ist dort belegt, dass sich dort Lorbeerbäume befanden.
Mit dem Übergang in die Spätantike scheint die Kulttätigkeit geendet zu haben; die letzten inschriftlichen Zeugnisse stammen aus dem Jahr 304. Im späten 4. Jahrhundert, als die Gegend um Rom schon weitgehend christianisiert war, ließ Papst Damasus I. bei dem leerstehenden Dea-Dia-Heiligtum eine christliche Gedenkstätte für dort begrabene Märtyrer einrichten. Erst im frühen 5. Jahrhundert scheint das heidnische Heiligtum zerstört worden zu sein.
Weiter westlich lässt sich archäologisch noch ein zweiter Tempel erschließen, dessen Baustrukturen sich aber noch nicht genauer fassen ließen. Vermutlich handelt es sich um das Heiligtum der Fors Fortuna, das aus schriftlichen Quellen bekannt ist und verschiedenen Indizien zufolge im 3. Jahrhundert v. Chr. entstand.